# Bitka pri Megidu
Bitka pri Megidu je bila bitka med egipčanskom faraonom Tutmozom III. in kadeškim kraljem Hiskosom pred mestom Megido v Palestini. Če je Tutmoz III. prišel na prestol leta 1479 pr. n. št., se je bitka dogajala 16. aprila 1457 pr. n. št.
Bitka pri Megidu je prva do zdaj znana opisana bitka v vojni zgodovini človeštva.

## Potek
Tutmoz III. je s 10.000 vojaki prodiral skozi Palestino proti Siriji po obalni cesti, ki je vodila iz Egipta v dolino Evfrata. 
Njegovi izvidniki so ga obvestili, da je Hiskos razmestil svojo vojsko pred mestom Tanah, kjer ga pričakuje. Ker je Hiskos izbral teren, ki je bil dober za obrambo, se je Tutmoz odločil, da bo spremenil smer, zapustil cesto in obšel Hiskosa, tako da bo šel čez manjše gorovje zahodno od ceste in Tanaha ter južno od Megida. Njegovi vojaški poveljniki so izrazili pomisleke, saj bi se njegova vojska razpotegnila in izgubila bojni razpored in bila tako bolj ogrožena. Tutmoz je vseeno sklenil prodreti; njegova vojska je zapustila vadi Arah, prečkala gorski prelaz Aruna in se utrdila pri reki Kison. Hiskos je moral premakniti svojo vojsko, ki je bila manjša od faraonove, in jo je razvrstil pred Megidom.
Njegova boka sta bila nameščena na manjših vzpetinah, medtem ko je bila glavnina razporejena v vmesni ravnini, po kateri je tekla Kison. Tutmoz je delno prečkal vmesno reko in napadel. Njegovo levo krilo je zavzelo sovražnikovo desno vzpetino in od tam napadlo bok Hiskosove glavnine; Hiskosova vojska se je umaknila v utrjeni Megido. Egipčani ji niso sledili.
Egipčani so kot vojni plen dobili 924 bojnih voz in 200 oklepov.